# 鮮満拓殖
鮮満拓殖株式会社（せんまんたくしょくかぶしきかいしゃ）は、1936年（昭和11年）に創立され、朝鮮総督府下にあった特殊会社である。

## 概要
資本金2,000万円。朝鮮内にあっては南部の過剰人口を西北部に移住させ、また朝鮮外に対しては朝鮮人労働者の満洲への移住を奨励し統制する機関で、西北部における移住地の取得経営処分、資金貸付、ならびに満洲において朝鮮人移民のため必要な拓殖事業を営む会社の株式引受および事業資金貸付などが営業項目であった。
朝鮮人の満洲移住の実行機関として、満洲国内に満鮮拓殖股份有限公司（本社は新京）という子会社が設立され、毎年1万戸、15年で15万戸の移住が計画された。